# Hyacinthe-Sigismond Gerdil
Hyacinthe-Sigismond Gerdil, B., francoski rimskokatoliški duhovnik, škof in kardinal, * 23. junij 1718, Samoëns, † 12. avgust 1802.

## Življenjepis
11. junija 1741 je prejel duhovniško posvečenje pri barnabitih.
17. februarja 1777 je bil imenovan za naslovnega škofa Dibona in 2. marca istega leta je prejel škofovsko posvečenje.
Leta 1777 je bil še:
- povzdignjen v kardinala in pectore (23. junij),
- imenovan za kardinal-duhovnika San Giovanni a Porta Latina (15. december) in
- ponovno povzdignjen v kardinala.

20. septembra 1784 je bil imenovan za kardinal-duhovnika Santa Cecilia in Trastevere.
Med 27. februarjem 1795 in letom 1798 je bil prefekt Kongregacije za propagando vere.